# Dollhouse
Dollhouse is een Amerikaanse sciencefictionserie van schrijver-regisseur Joss Whedon, bekend van Buffy the Vampire Slayer, Angel en Firefly. De serie ging in de Verenigde Staten in première op 13 februari 2009 op het televisienetwerk FOX. Tussen februari en mei werden twaalf afleveringen uitgezonden, een dertiende niet-uitgezonden aflevering staat op dvd. Ook de originele proefaflevering die later vervangen werd door een nieuwe proefaflevering staat op dvd.
Het tweede seizoen (van dertien afleveringen) begon op 18 september 2009 in de Verenigde Staten. Op 11 november 2009 kondigde FOX aan dat de serie na het tweede seizoen stopte.
In Vlaanderen werd de serie uitgezonden door 2BE en in Nederland door RTL 8.

## Verhaal
"Echo" is een jonge vrouw die lid is van een groep mensen die "actives" of "dolls" genoemd worden, mensen van wie de persoonlijkheid en de herinneringen zijn weggevaagd en van wie de buitenwereld geen weet heeft. Ze worden ingehuurd om opdrachten uit te voeren die kunnen variëren van misdadige activiteiten, fantasie- of rollenspel en af en toe een eerbare opdracht. Om de opdracht uit te voeren worden ze ingeprent met nieuwe gegevens zodat ze een nieuwe persoonlijkheid worden met specifieke vaardigheden aangepast aan de opdracht. Tijdens de opdrachten worden ze in het oog gehouden door "Handlers". Tussen twee opdrachten door wordt hun persoonlijkheid, vaardigheden en geheugen weer gewist en zijn ze in een infantiele staat en leven ze op een geheime locatie, de "Dollhouse" (het poppenhuis), een futuristische spa. De Dollhouse is gelegen in de omgeving van Los Angeles en is een dochteronderneming van een mysterieuze groep met de naam "Rossum Corporation".
De hoofdpersonages naast Echo zijn "Adelle DeWitt", de beheerder van de Dollhouse, Echo's Handler "Boyd Langton", programmeur "Topher Brink" en twee andere dolls, "Sierra" en "Victor".

## Rolverdeling
| Acteur          | Personage                     |
| --------------- | ----------------------------- |
| Eliza Dushku    | Echo                          |
| Harry Lennix    | Boyd Langton                  |
| Fran Kranz      | Topher Brink                  |
| Tahmoh Penikett | Paul Ballard                  |
| Enver Gjokaj    | Victor                        |
| Dichen Lachman  | Sierra                        |
| Olivia Williams | Adelle DeWitt                 |
| Miracle Laurie  | Mellie                        |
| Amy Acker       | Dr. Claire Saunders / Whiskey |
| Reed Diamond    | Laurence Dominic              |
| Liza Lapira     | Ivy                           |

## Afleveringen

### Seizoen 1
- Echo (niet uitgezonden)

1. Ghost
2. The Target
3. Stage Fright
4. Gray Hour
5. True Believer
6. Man On The Street
7. Echoes
8. Needs
9. Spy in the House of Love
10. Haunted
11. Briar Rose
12. Omega
13. Epitaph One (alleen op DVD)

### Seizoen 2
1. Vows
2. Instincts
3. Belle Chose
4. Belonging
5. The Public Eye
6. The Left Hand
7. Meet Jane Doe
8. A Love Supreme
9. Stop-Loss
10. The Attic
11. Getting Closer
12. The Hollow Men
13. Epitaph Two:The Return